# Velodona togata
Velodona togata (лат.) — вид головоногих моллюсков из семейства Megaleledonidae отряда осьминогов. Единственный представитель рода Velodona. Впервые моллюск был найден в 1915 году немецким биологом Карлом Хуном, второй подвид обнаружил британский зоолог Гай Робсон в 1924 году. Название вида было выбрано из-за выраженной мембраны между щупалец этого осьминога (лат. velo означает вуаль, лат. toga — мантия).

## Описание

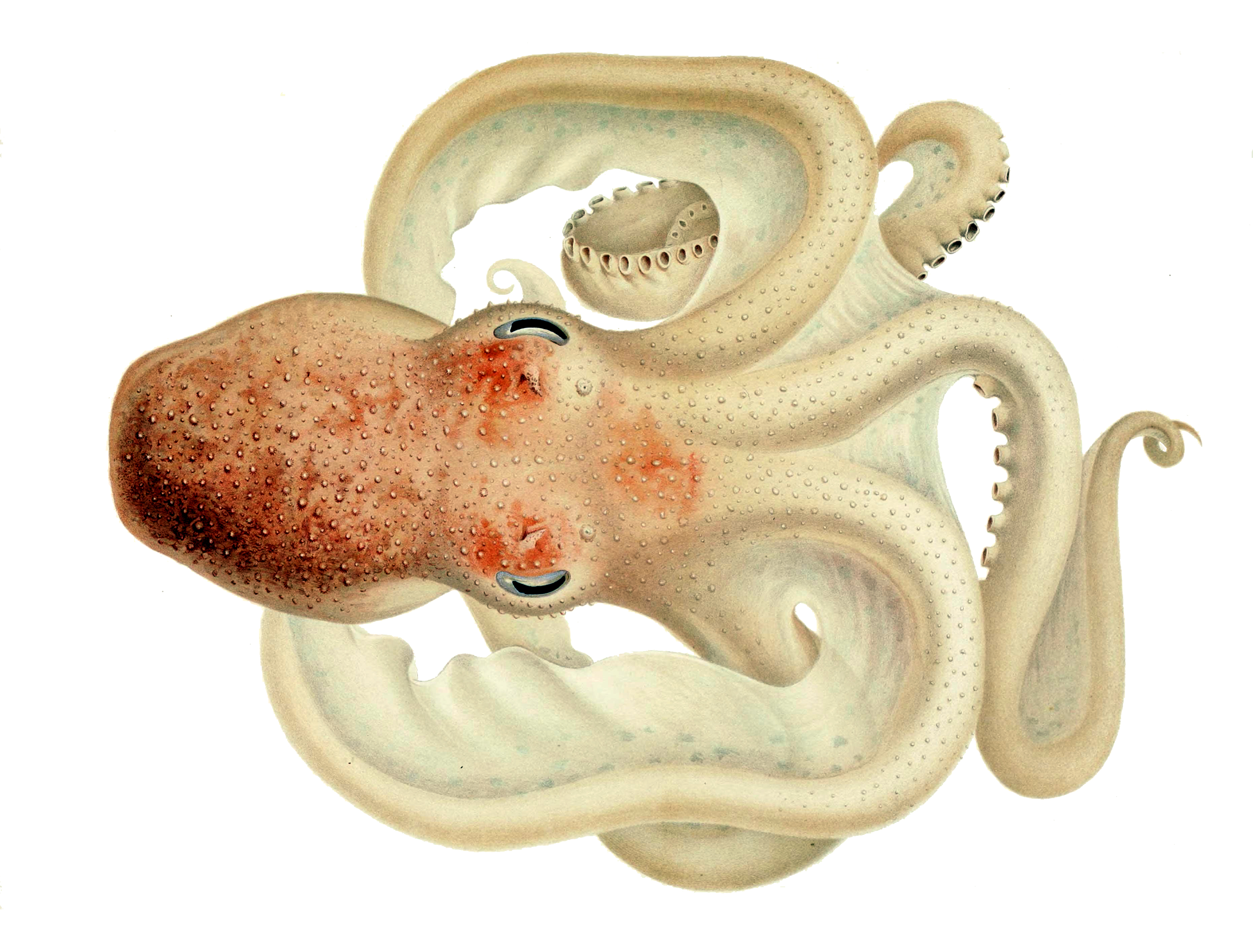
Вид сверху на V. togata, видны межщупальцевые мембраны

Род Velodona имеет сходство с представителями родов Pareledone, Eledone, и Enteroctopus. V. togata имеет крупное тело, крупные глаза и сильно-выраженную мембрану, соединяющую вместе щупальца осьминога. На щупальцах — один ряд присосок. Мантия и часть щупалец покрыта бугристая. Хотя репродуктивные особенности V. togata недостаточно изучены, вид считается одним из наиболее плодовитым среди осьминогов, распространённых в регионе его обитания и на его глубине.

## Распространение
Вид V. togata встречается в Индийском океане у берегов Южной Африки, Мозамбика и Танзании. Обитает на глубине от 400 до 750 м.